# Municipio de Usumatlán
Municipio de Usumatlán är en kommun i Guatemala.   Den ligger i departementet Departamento de Zacapa, i den centrala delen av landet, 90 km öster om huvudstaden Guatemala City.